# Cañon City (ER)
Cañon City is de eerste aflevering van het twaalfde seizoen van de televisieserie ER, die voor het eerst werd uitgezonden op 22 september 2005.

## Verhaal
Dr. Kovac en Taggart melden bij de politie dat Alex vermist wordt, zij vermoeden dat hij zijn vader wil opzoeken in Colorado niet wetende dat die in de gevangenis zit. Zij zijn ongerust over zijn gezondheid, omdat hij suikerziekte heeft en geen insuline bij zich heeft. Door informatie van de politie volgen zij een spoor in Iowa, als dit op niets uitloopt besluiten zij verder te reizen naar Colorado. Daar wordt Alex uiteindelijk gevonden door de plaatselijke politie, tot grote vreugde van zijn moeder. Taggart besluit dan eerlijk te zijn tegen Alex over zijn vader en zij zoeken hem op in de gevangenis. Tijdens de zoektocht naar Alex zijn Taggart en dr. Kovac tot de ontdekking gekomen dat hun relatie weinig overeenkomsten biedt. 
Ondertussen moeten dr. Lewis, dr. Pratt en de verpleegster dr. Barnett, dr. Rasgotra en dr. Lockhart evalueren als nieuwe arts-assistenten, terwijl zij nieuwe studentes moeten begeleiden.

## Rolverdeling

### Hoofdrollen
- Goran Višnjić - Dr. Luka Kovac
- Maura Tierney - Dr. Abby Lockhart
- Mekhi Phifer - Dr. Gregory Pratt
- Sherry Stringfield - Dr. Susan Lewis
- Parminder Nagra - Dr. Neela Rasgrota
- Shane West - Dr. Ray Barnett
- Scott Grimes - Dr. Archie Morris
- Michael Spellman - Dr. Jim Babinski
- Linda Cardellini - verpleegster Samantha 'Sam' Taggart
- Dominic Janes - Alex Taggart
- Laura Cerón - verpleegster Chuny Marquez
- Yvette Freeman - verpleegster Haleh Adams
- Kyle Richards - verpleegster Dori
- Lyn Alicia Henderson - ambulancemedewerker Pamela Olbes
- Sara Gilbert - Jane Figler
- Troy Evans - Frank Martin

### Gastrollen (selectie)
- Corey Stoll - Teddy Marsh
- Noel Arthur - sergeant Parker
- Anastasia Basil - rechercheur Weiss
- John Acosta - Calima
- Kent Avenido - Hong
- Emily Christine - Violet
- Cristos - Kingsley
- John Hoogenakker - Dr. Collins